# Funmilayo Ransome-Kuti
Francis Abigail Olufunmilayo Thomas conocida como Funmilayo Ransome-Kuti, (Abeokuta, 25 de octubre de 1900 - Lagos, 13 de abril de 1978), fue una maestra, política y activista por los derechos de la mujer de Nigeria. Es considerada una de las líderes más importantes de su generación.

## Biografía
Francis Abigail Olufunmilayo Thomas nació el 25 de octubre de 1900, en Abeokuta.  Hija de Daniel Olumeyuwa Thomas y Lucretia Phyllis Omoyeni Adeosolu,  su padre era el hijo de un esclavo de Sierra Leona, que regresó a Abekouta en lo que es hoy el estado de Ogun, en busca de sus orígenes familiares.

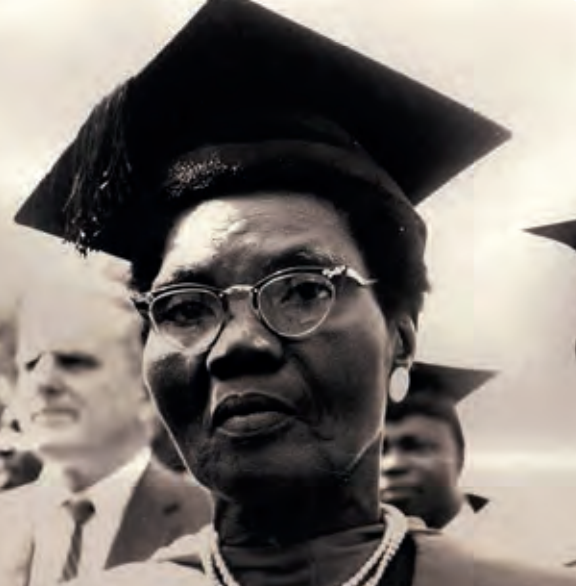
Funmilayo Ransome-Kuti en su graduación

Asistió a la escuela secundaria Abeokuta Grammar y más tarde se trasladó a Inglaterra para continuar sus estudios. Regresó a Nigeria para trabajar como maestra y el 20 de enero de 1925 se casó con el reverendo Israel Oludotun Ransome-Kuti, quien era un defensor de los derechos de sus conciudadanos y fue unos de los fundadores tanto del Sindicato de Maestros de Nigeria, como del Sindicato de Estudiantes de Nigeria.
Kuti fue la madre del activista y músico Fela Anikulapo Kuti, del médico Beko Ransome-Kuti, y del doctor y luego Ministro de Salud de Nigeria Olikoye Ransome-Kuti. Fue también la abuela de los músicos Seun Kuti y Femi Kuti.
Ransome-Kuti recibió el título honorífico de miembro de la Orden de Nigeria en 1965. La Universidad de Ibadán le confirió un doctorado honorífico en leyes en 1968. Fue miembro de la "House of Chiefs" de Nigeria como Oba del pueblo Yoruba.

## Activismo
A través de su vida fue conocida como educadora y activista. Junto con Elizabeth Adekogbe lideró la lucha por los derechos de las mujeres en los años 50. Fundó una organización para mujeres en Abeokuta, con una membresía de más de 20.000 mujeres, muchas de ellas analfabetas.

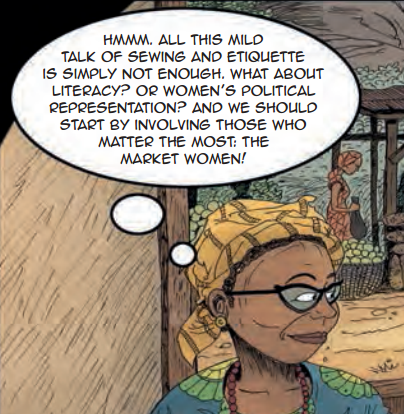
Funmilayo Ransome-Kuti y el Sindicato de Mujeres de Abeokuta

Ransome-Kuti lideró una campaña contra los controles de precios y los impuestos coloniales que estaban afectando a las mujeres comerciantes de los mercados de Abeokuta. El comercio era una de las principales actividades de las mujeres en Nigeria en esa época. En 1953 fundó la Federación de Sociedades de Mujeres de Nigeria, que luego formó una alianza con la Federación Democráctica Internacional de Mujeres.
Por varios años fue miembro del Concejo Nacional de Nigeria y de Camerún (NCNC por sus siglas en inglés), pero fue expulsada cuando no logró ser electa para el parlamento federal. En el NCNC fue la tesorera y luego la presidenta de la asociación de mujeres del NCNC occidental. Luego de su expulsión, su participación política perdió relevancia debido tanto a la orientación de la política nacional como la de los dos miembros más importantes de la oposición que la habían apoyado, Awolowo y Adegbenro. De todas maneras, nunca dejó su militancia política.
En los 50 fue una de las pocas mujeres electas para integrar la House of Chiefs; que en aquella época era una de las instituciones más influyentes en el país.
Fue una de las fundadoras del Sindicato de Mujeres de Abeokuta junto con Eniola Soyinka (su cuñada y madre del Premio Nobel Wole Soyinka). Entre otras actividades, Funmilayo Ransom Kuti organizó talleres y actividades de formación para comerciantes mujeres analfabetas, y continuó su campaña contra los tributos coloniales y el control de precios.

### Prohibición de viajar

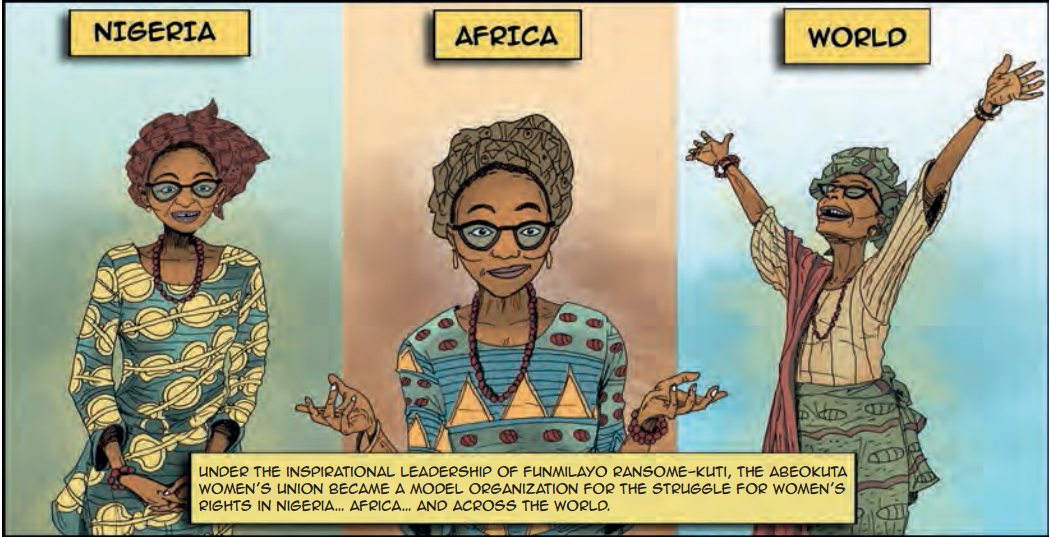
Dibujo de "Funmilayo Ransome-Kuti y el Sindicato de Mujeres de Abeokuta"

Durante la Guerra Fría y antes de la independencia de su país, Funmilayo Kuti realizó numerosos viajes, irritando tanto a las autoridades nigerianas como a los gobernantes británicos y norteamericanos por sus contactos con el Bloque del Este. Viajó, entre otros países, a la URSS, Hungría y China, donde se entrevistó con Mao Zedong. En 1956 las autoridades no le renovaron su pasaporte, con el argumento de que "puede asumirse que su intención es influir en (...) las mujeres con ideas y políticas comunistas". También se le denegó una visa norteamericana bajo el argumento de ser comunista.
Antes de la independencia fundó el partido "Commoners Peoples Party" en un intento de desafiar al poderoso NCNC, y evitó que triunfaran en su región. Consiguió 4.665 votos contra 9.755 de NCNC, permitiendo que ganara el opositor Action Group (que obtuvo 10.443 votos). Funmilayo integró la delegación que negoció la independencia de Nigeria con el gobierno británico.

## Su muerte
Al avanzar su edad, su activismo se vio opacado por el de sus hijos, que se opusieron a varias juntas militares de Nigeria.
En 1978 Funmilayo fue arrojada desde la ventana de un segundo piso de la productora musical, vivienda y cooperativa de su hijo Fela, conocida como Kalakuta Republic, que fue invadida por alrededor de mil militares. Entró en coma en febrero de ese año y murió el 13 de abril de 1978 como resultado de las heridas.